# Goldstirn-Sandgrundel
Die Goldstirn-Sandgrundel (Valenciennea strigata) ist eine Art aus der Familie der Grundeln (Gobiidae). Sie wird oft auch Goldstirn-Schläfergrundel genannt, die Schläfergrundeln sind aber eine andere Familie innerhalb der Grundelartigen (Gobiiformes).

## Verbreitung
Die Goldstirn-Sandgrundel lebt im gesamten tropischen Indopazifik in sandigen, klaren Lagunen und auf den sandigen Zonen zwischen Korallenriffen in Tiefen zwischen einem und 25 Metern.

## Merkmale
Goldstirn-Sandgrundeln haben einen bis 18 Zentimetern langen zigarrenförmigen Körper. Sie haben grundeltypisch hoch stehende Augen und ein großes Maul. Die Bauchflossen sind bei ihnen nicht wie bei den meisten anderen Grundeln zu einem Saugorgan zusammengewachsen. Bei männlichen Goldstirn-Sandgrundeln sind die ersten Strahlen der ersten Rückenflosse verlängert.

## Lebensweise
Sie leben paarweise in Höhlen, die sie unter auf dem Sand liegendem Gestein graben und in denen sie auch laichen. Das Weibchen legt 1000 bis 2000 Eier an die Höhlendecke und bewacht die Brut auch, anders als bei den meisten anderen Grundeln, bei denen das Männchen diese Aufgabe übernimmt. Die Larven schlüpfen nach zwei bis drei Wochen und werden von beiden Eltern aus der Höhle gewedelt. Zur Nahrungsaufnahme filtern Goldstirn-Sandgrundeln Sand durch ihre Kiemen und fressen darin lebende Kleinkrebse, andere Wirbellose, sowie Fischeier und Fischlarven.

## Aquarienhaltung
Bei einer maximalen Länge von 18 Zentimetern benötigt die Goldstirn-Sandgrundel ein entsprechend großes Becken mit einer mehrere Zentimeter dicken Sandschicht, in die die Tiere ihre Höhlen bauen können. Durch ihre Lebensweise und ihre Form der Ernährung sind sie gut geeignet den Bodengrund im Aquarium aufzulockern und sauberzuhalten. Sie haben aber die für den Aquarianer unangenehme Eigenheit mit Sand im Maul aufzusteigen, und diesen über sessile, bodenbewohnende Tiere wie Riesenmuscheln und großpolypige Steinkorallen zu verteilen.
Goldstirn-Schläfergrundeln neigen in Schrecksituationen dazu, aus dem Wasser zu springen. Deshalb sollten offene Becken mit einer mindestens 15 cm hohen Umrandung versehen werden. Alternativ kann man auch ein schwaches Nachtlicht installieren, das den Fischen bei der Orientierung hilft.
Es handelt sich um einen einfach zu pflegenden Fisch für das Meerwasseraquarium, der allerdings paarweise gehalten werden sollte.